# Mayra Andrade
Mayra Andrade (Havanna, 1985. február 13. –) Zöld-foki-szigeteki énekesnő. Portugáliában, Lisszabonban él.

## Pályakép
Mayra Andrade Kubában született. Nevelőapja diplomata volt, ílymódon − családostul − sokat utazott. Mayra Andrade Szenegálban, Angolában és Németországban nővekedett. Amikor tizennégyéves volt, hazament Santiago de Cubába. Három évvel később Párizsban letelepedett le.
Párizsban kezdett énekelni. Tizenhatévesen megnyert egy kanadai énekversenyt. A 2001-ben elhunyt zöld-foki-szigeteki Orlando Pantera hatása alatt  megerősödött benne az eltökéltség, hogy zenéje más legyen, mint mások zenéje.
2005-14 között Mayra négy albumot jelentetett meg (Navega, Storia Storia, Studio 105, Lovely Difficult). A zöld-foki dallamok mellett a bossa novát, a popzenét, sanzont, a reggae-t, dzsesszt: szóval szinte mindent énekel, ami közel áll hozzá és jól áll neki.
Cesária Évora után ma ő a legkeresettebb zöld-foki-szigeteki énekesnő.

## Albumok
- 2006: Navega
- 2009: Stória, stória...
- 2010: Studio 105
- 2013: Lovely Difficult
- 2019: Manga